# تلوروکتون

ساختار عمومی یک تلوروکتون

تلوروکتون (به انگلیسی: Telluroketone) یک ترکیب مشابه با کتون است با این تفاوت که اتم اکسیژن آن توسط یک اتم تلوریم جایگزین شده‌است. این تفاوت باعث میٰ‌شود که این گروه عاملی در مقایسه با یک کتون، از پایداری کم‌تری برخوردار باشد و به ثبات فضایی و الکترونیکی نیاز داشته باشد. 